# طواف إيطاليا 1984
طواف إيطاليا 1984 هو سباق دراجات هوائية أقيم في إيطاليا بتاريخ 17 مايو – 10 يونيو، تكون السباق من 22 مرحلة وامتدّ لمسافة 3808 كم بسرعة 38.681 كم/س، استغرق السباق 98 ساعة 32 دقيقة 20 ثانية. فاز به الإيطالي فرانشيسكو موزر.